# Eckhard Leue
Eckhard Leue (Magdeburgo, 20 marzo 1958) è un ex canoista tedesco.
Ha vinto una medaglia di bronzo nel C1 1000 m a Mosca 1980.

## Palmarès
- Olimpiadi
  - Mosca 1980: bronzo nel C1 1000 m.